# Stróża (wieś w województwie świętokrzyskim)
Stróża – wieś w Polsce położona w województwie świętokrzyskim, w powiecie opatowskim, w gminie Ożarów.
| SIMC    | Nazwa    | Rodzaj    |
| ------- | -------- | --------- |
| 0802797 | Sachalin | część wsi |

W latach 1975–1998 miejscowość położona była w województwie tarnobrzeskim.